# 斯蒂夫斯花園
63°25′54″N 10°23′42″E / 63.43167°N 10.39500°E
斯蒂夫斯花園（挪威語：Stiftsgården）是位於挪威特隆赫姆的一處皇室官邸，擁有140個房間，面積約為4000平方公尺，這座建築可能是北歐最大的木結構建築。挪威皇室自1800年以來就是這座建築的所有者。斯蒂夫斯花園修建於1774年至1778年期間。

## 參考資料

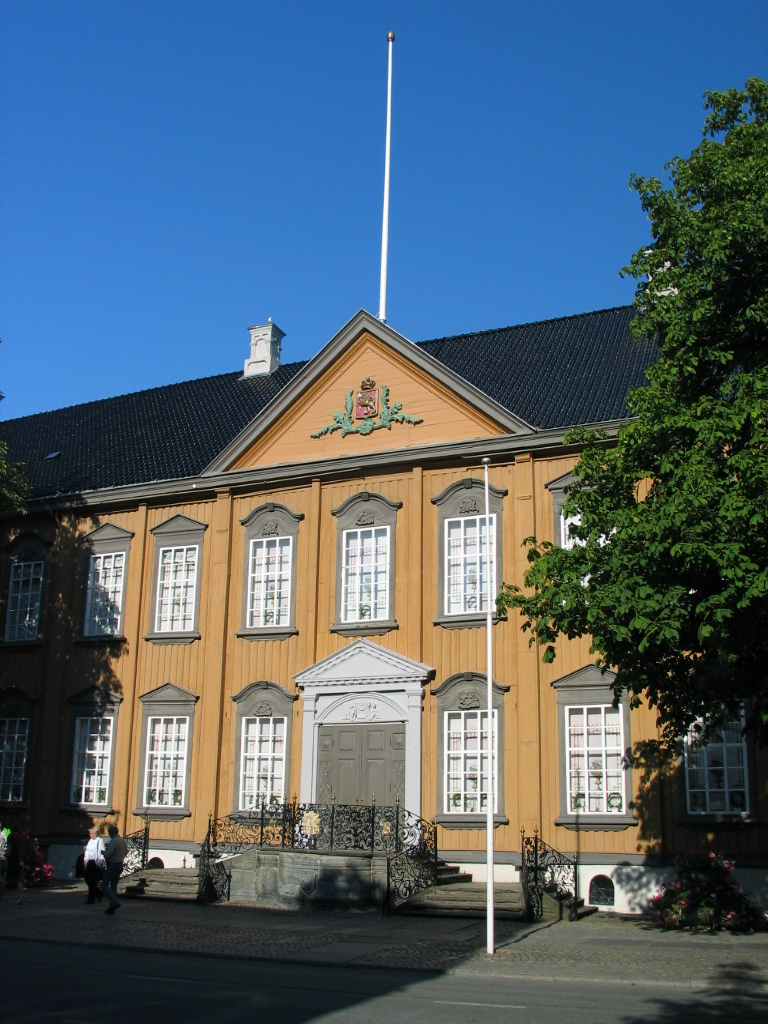
大门入口处
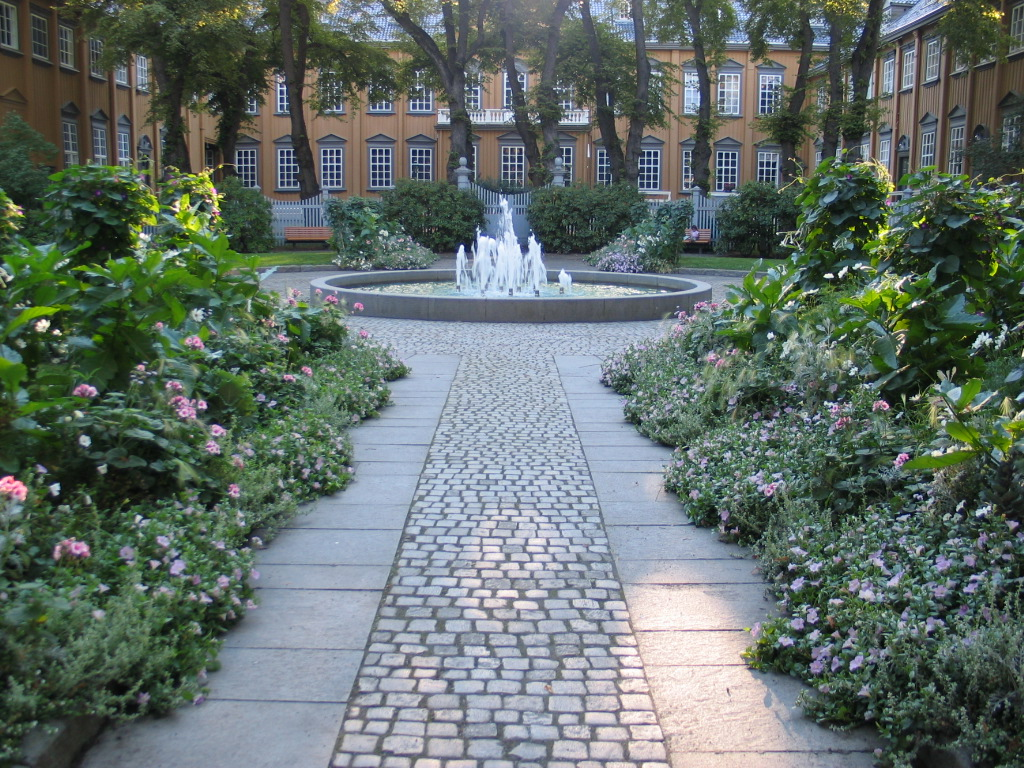
庭院和后花园